# Wallmersiedlung

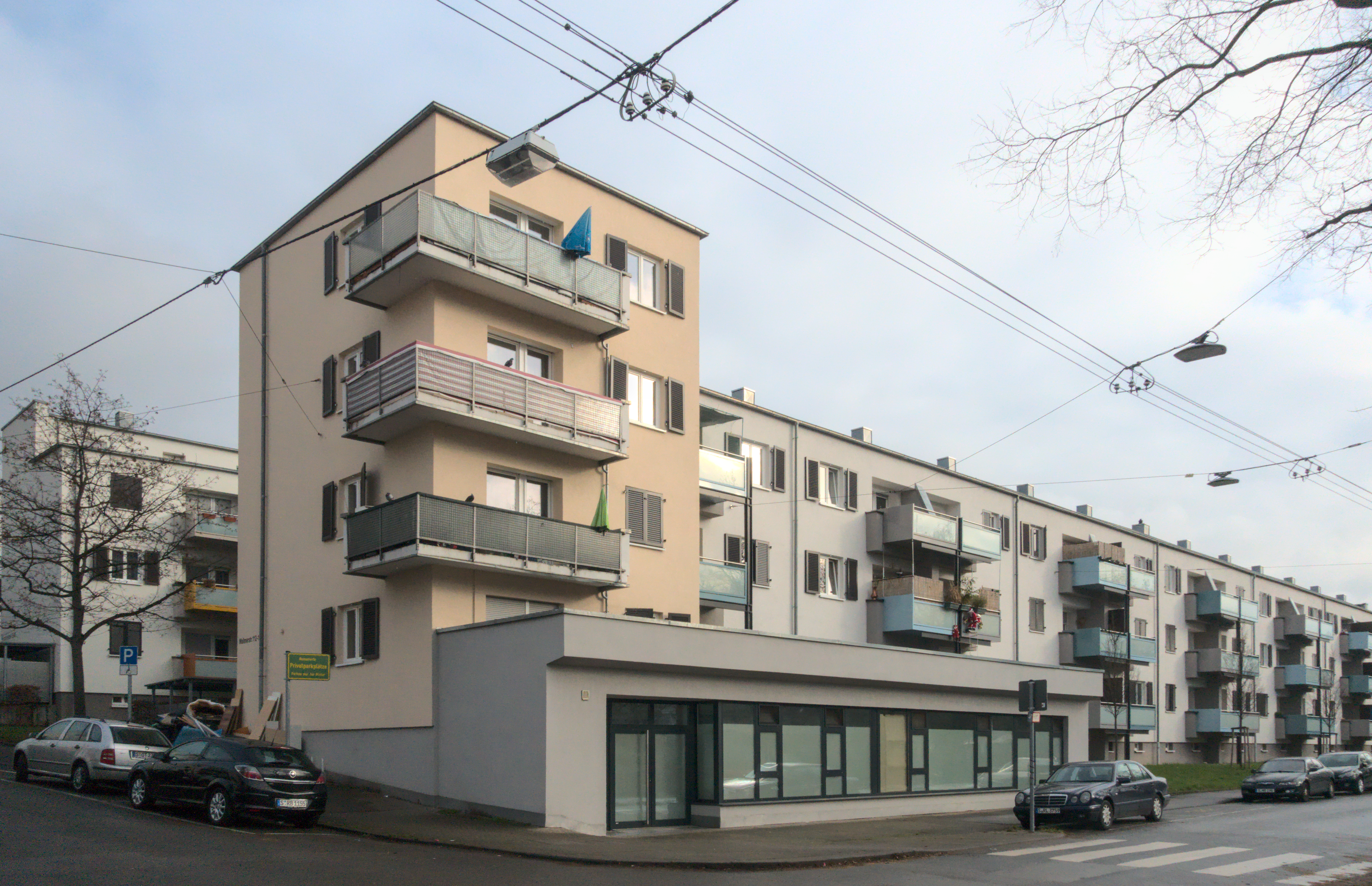
Wallmerstraße 112 abwärts

Die Wallmersiedlung, auch Siedlung Im Wallmer oder Siedlung Wallmer genannt, ist eine aus der Zwischenkriegszeit stammende Arbeitersiedlung im Stuttgarter Stadtbezirk Untertürkheim, die heute als Sachgesamtheit unter Denkmalschutz steht. Die Wohnsiedlung besteht aus zwei Teilbereichen, wobei der ältere Bauabschnitt aus den Jahren 1925 und 1926 noch den traditionellen Heimatstil repräsentiert, während der jüngere 1929 bis 1931 im Stil der Neuen Sachlichkeit respektive des Neuen Bauens entstand. Die Wohnungen gehören heute den Wohnungsbaugenossenschaften Stuttgarter Wohnungs- und Städtebaugesellschaft mbH (SWSG) und Baugenossenschaft Gartenstadt Luginsland eG, die sie in jüngerer Zeit umfassend sanierten und dabei nachträglich mit Bädern ausstatteten.
Die Wallmersiedlung am Fuße des Kappelbergs beziehungsweise des Württembergs schließt nördlich an den historischen Untertürkheimer Ortskern an und ist – wie die durch die Siedlung führende Wallmerstraße, die ihre Bezeichnung 1929 erhielt – nach einem örtlichen Flurnamen benannt. Dieser leitet sich von Walm ab, das heißt der Abschrägung des Daches am Giebel, und wird im übertragenen Sinn auf die örtliche Geländeform bezogen.

## Siedlung Im Wallmer I

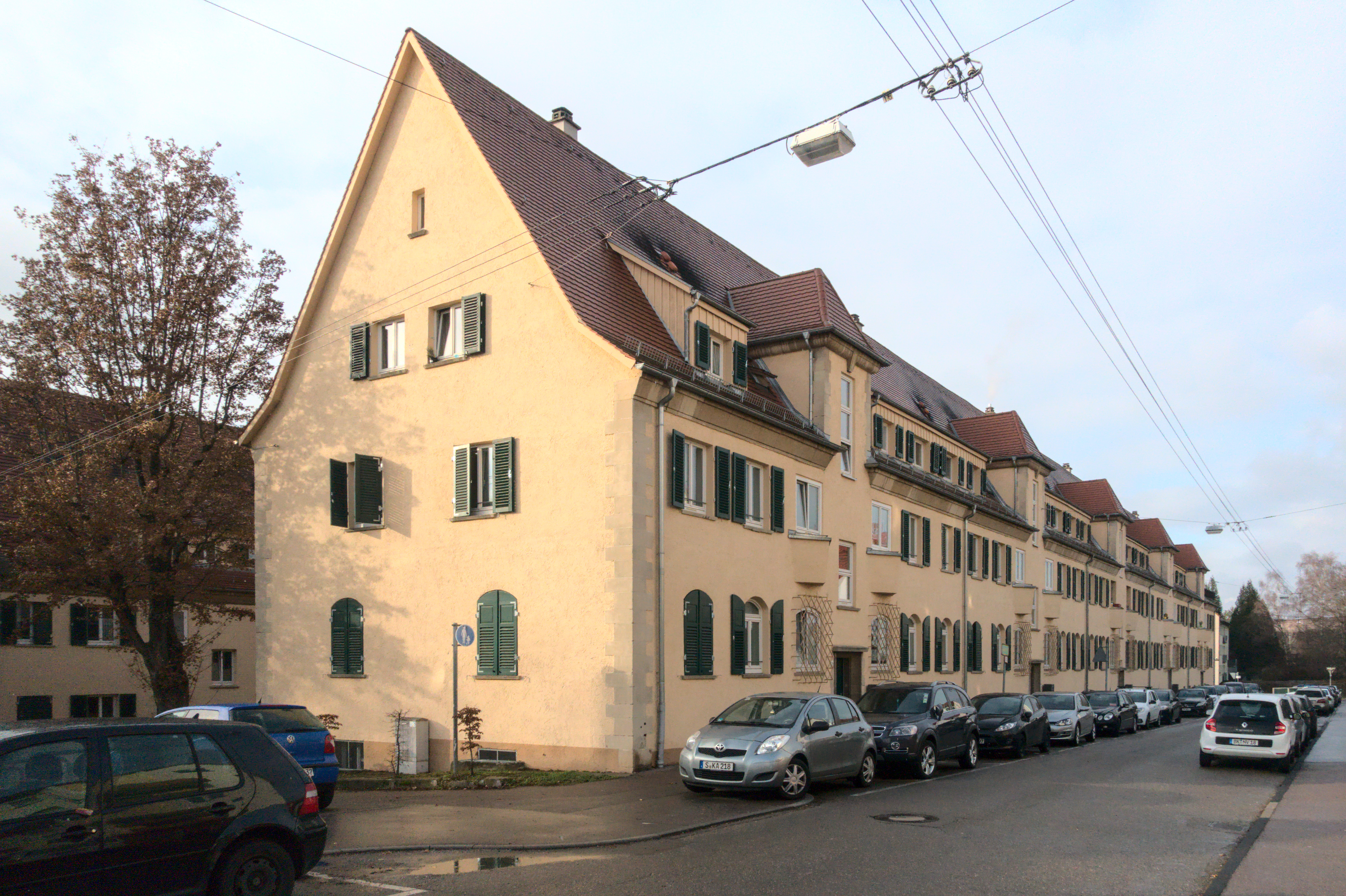
Der ältere, nördlicher gelegene Teil der Siedlung wurde noch im Heimatstil erbaut.

Der ältere Teil der Siedlung, auch Im Wallmer I genannt, entstand auf freiem Feld und grenzt im Norden an die Dietbachstraße an. Er umfasst die vier Häuserzeilen Wallmerstraße 126, 128, 130, 132 und 134, Fiechtnerstraße 51, 53, 55, 57 und 59, Fiechtnerstraße 52, 54, 56, 58 und 60 sowie Sattelstraße 75, 77, 79, 81 und 83 – das heißt insgesamt 20 Gebäude. Diese dreigeschossigen Häuser verfügten beim Bau noch über ein traditionelles steiles Satteldach und besaßen ursprünglich keine Balkone. Für den ersten Bauabschnitt verantwortlich waren Regierungsbaumeister Friedrich Mössner und Architekt Theodor Dolmetsch.

## Siedlung Im Wallmer II

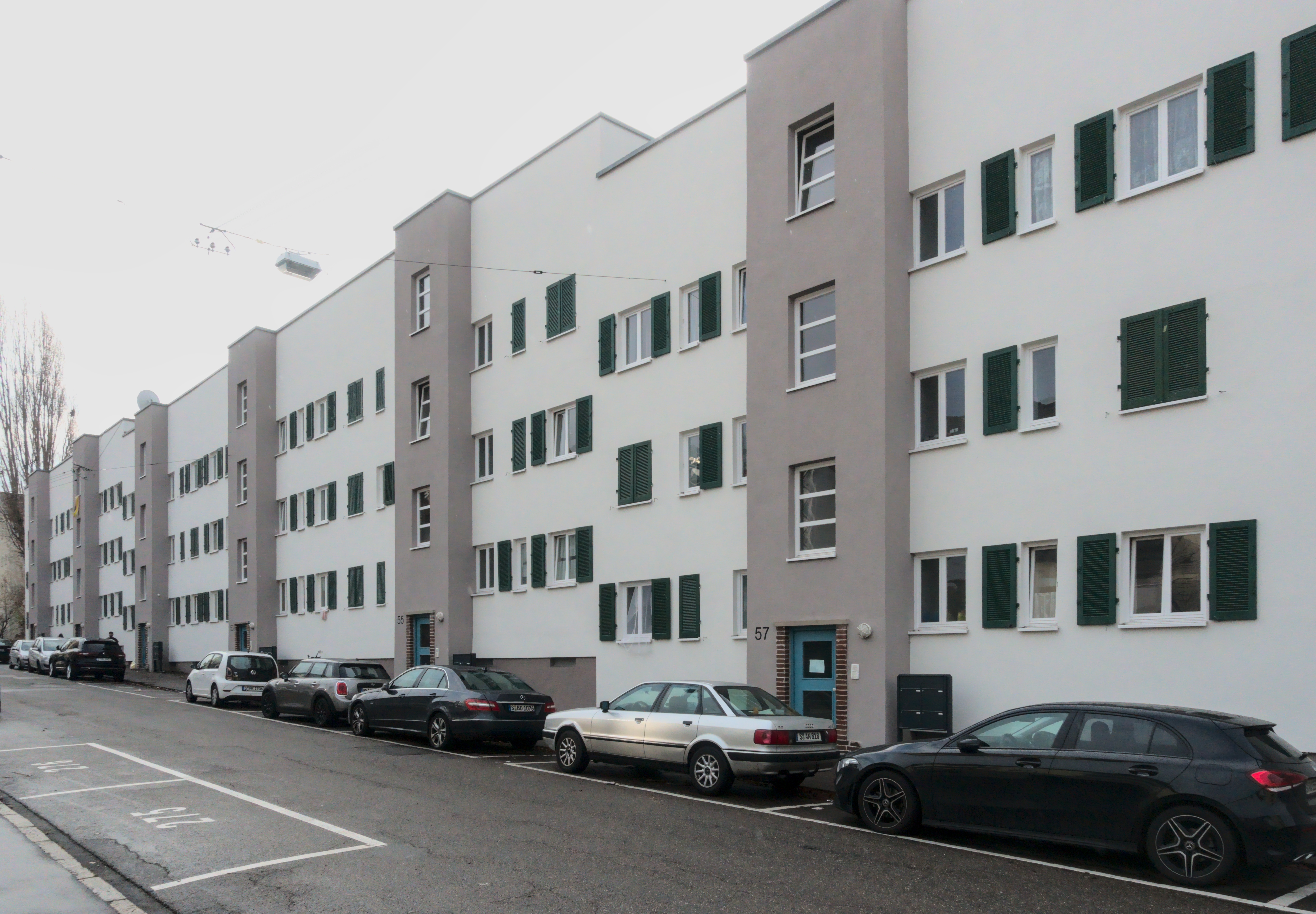
Häuser im Stil der Neuen Sachlichkeit in der Sattelstraße

Der neuere Teil der Siedlung, auch Im Wallmer II genannt, ist mit 52 Einzelgebäuden deutlich größer als der erste Bauabschnitt und wird einerseits von der Sattelstraße im Nordosten und andererseits von der Wallmerstraße im Südwesten begrenzt. Das Gelände ist circa 1,8 Hektar groß und steigt um etwa zehn Meter nach Nordosten an. Die zusammen acht Flachdach-Gebäuderiegel in Zeilenbauweise sind circa zehn Meter hoch und besitzen drei Wohngeschosse sowie ein halbes, das heißt zurückspringendes, Dachgeschoss.
Die Zeilen bestehen aus jeweils vier, sieben oder zwölf Einzelgebäuden und sind durch Gemeinschaftsgrünflächen voneinander abgetrennt. Der Abschluss nach Norden wird durch zusammen sechs viergeschossige Kopfbauten formuliert. Das Haus Sattelstraße Nummer 61 dient dabei der Biklenstraße als Durchfahrt und ist deshalb ohne Erdgeschoss ausgestaltet, diese Hausdurchfahrt stellt zugleich aus nordöstlicher Richtung her kommend ein symbolisches Eingangstor in die Siedlung dar. Der minimale Abstand zwischen den Häuserzeilen durfte dabei nur das Anderthalbfache der Gebäudehöhe betragen, das heißt 15 Meter. Dieser Abstand wurde genau eingehalten. Die parallele Ausrichtung der Gebäuderiegel in Nordwest-Südost-Richtung sowie die Hanglage gewährleistet dennoch allen Wohnungen einen optimalen Zugang zu Licht, Luft und Sonne und galt seinerzeit als besonders modern. Hierbei liegen die Wohnräume günstig nach Südwesten, während sich die Schlaf- und Wirtschaftsräume nach Nordosten orientieren. Die vorspringenden Treppenhäuser wiederum rhythmisieren die Hangseite, während paarweise angeordnete Balkone, durch herausragende Schottenmauern auch vertikal verbunden, die talseitigen Akzente bilden. Lediglich die traditionellen Klappläden an den Lochfassaden milderten die zur Bauzeit moderne Strenge der Häuserfluchten etwas.
Verantwortlicher Architekt war Richard Döcker, der bereits 1927 für die experimentelle Weißenhofsiedlung des Deutschen Werkbunds zwei Gebäude konzipiert hatte. Ursprünglich sollte dabei sogar diese Werkbundsiedlung selbst an den Hängen Untertürkheims errichtet werden. Ebenfalls in den Jahren 1929 und 1930 entstand, im Rahmen des großen Wohnungsbauprogramms jener Zeit, außerdem mit der Inselsiedlung im benachbarten Stadtbezirk Wangen und der Siedlung Ziegelklinge im Stadtbezirk Süd eine vierte Bauhaussiedlung in Stuttgart.
Da auch in Stuttgart in Folge der Weltwirtschaftskrise große Geldnot herrschte, investierte die Stadt damals überwiegend in den Bau kleinerer Mietwohnungen. Die Siedlung im Wallmer II umfasst daher zusammen 316 Drei-Zimmer-Wohnungen mit jeweils rund 55 Quadratmetern Fläche. Ergänzend stand den Bewohnern ursprünglich eine gemeinsam genutzte Badeanstalt, eine zentrale Waschküche sowie ein Lebensmittelgeschäft im Eckhaus Wallmerstraße 122 zur Verfügung. Eine Übersicht über die Anordnung der Gebäude gibt folgende Tabelle, wobei die höheren Kopfbauten unterstrichen sind:
|                                  |                                                 | Sattelstraße 59, 57, 55, 53, 51, 49, 47               |
| Sattelstraße 69, 67, 65, 63      | Sattelstraße 61 / Hausdurchfahrt Biklenstraße   | Sattelstraße 59/1, 57/1, 55/1, 53/1, 51/1, 49/1, 47/1 |
| Fiechtnerstraße 46, 44, 42, 40   |                                                 | Fiechtnerstraße 36, 34, 32, 30, 28, 26, 24            |
| Fiechtnerstraße 45, 43, 41, 39   | Fiechtnerstraße 35, 33, 31, 29, 27, 25, 23      |                                                       |
| Wallmerstraße 122, 120, 118, 116 | Wallmerstraße 112, 110, 108, 106, 104, 102, 100 |                                                       |